# Sadun Boro
Sadun Boro (* 1928 in Istanbul; † 5. Juni 2015) war ein türkischer Segler und der erste türkische Weltumsegler.

## Kindheit, Jugend und Studium
Sadun Boro kam in Istanbul zur Welt. Die Grundschule besuchte er in Erenköy in Kadıköy. Sein erstes Ruderboot erwarb er bereits damals ohne Wissen der Eltern. Sein erstes größeres Boot erwarb Boro noch in den Jugendjahren mit Hilfe von drei Freunden. Es maß sieben Meter und trug den Namen Dilnişin. Sadun Boro schloss 1948 das Galatasaray-Gymnasium ab. Anschließend studierte Boro Textile manufacturing in Manchester.

## Erste Törn
Nach Abschluss des Studiums bewarb Boro sich auf eine Anzeige in einer Seglerzeitschrift für einen Törn nach Neuseeland auf einem Segelschiff namens „Ling“. Die Mannschaft wurde aus 220 Bewerbern ausgewählt, Boro gehörte dazu. Die Ling hatte eine Länge von 12 m und startete Anfang Juli 1952. Die Segeltour dauerte sechs Monate. Nach Abschluss reifte in Boro die Idee, als erster Türke die Welt zu umsegeln.

## Arbeit, Heirat und Vorbereitung
Sadun Boro arbeitete anschließend in verschiedenen staatlichen Einrichtungen. Von seinem Gehalt konnte er sich kein hochseetüchtiges Segelschiff leisten. Boro verkaufte die Dilnişin und erwarb ein 7,5 m langes Segelboot, das er „Harem“ taufte. Der ehemalige Besitzer der Ling lud Sadun Boro 1957 zu einer Weltreise ein. Boro reiste nach Dover, das Schiff entsprach keineswegs den Anforderungen. Nach zahlreichen Rückschlägen erreichten die beiden Tanger. Dort kam es zum Streit und Boro reiste heim. 1962 fand Boro eine gut dotierte Stelle in einer Textilfabrik in Tarsus. Bereits 1963 konnte er bei einer Werft in Salacak/Istanbul seine Kismet nach Plänen von Atkin in Auftrag geben. Gleichzeitig wandte er sich über seinen Freund Haldun Simavi an die Hürriyet und bat die Zeitung, im Tausch für eine Reportage die Kosten der Weltumseglung zu tragen, falls er die Vorbereitungen aus eigener Kraft bewerkstelligen sollte. Die Hürriyet willigte ein. In diesem Jahr lernte Boro die Grundschullehrerin Oda aus Deutschland kennen. Am 24. Februar 1964 feierte das Paar Hochzeit in Kadıköy. Als Hochzeitsgeschenk erbaten sie sich Ausrüstung für die Kismet. Am 17. Juli 1964 wurde sie von einem Kran zu Wasser gelassen. Die Ausrüstung dauerte ein weiteres Jahr. Als die finanziellen Reserven aufgebracht waren, verkauften die Eheleute ihr Hab und Gut, um die Weltumseglung vorzubereiten. Ein Jugendfreund schnitt die Segel zu und Oda nähte sie. Im Mai 1965 musste sich Sadun Boro wegen einer akuten Appendizitis einer Blinddarmoperation unterziehen. Oda Boro ließ sich den Wurmfortsatz hingegen kurz danach prophylaktisch entfernen. Im Juli 1965 wurde die Kismet ein letztes Mal auf Kiel gelegt und erhielt einen neuen Anstrich. Die Hürriyet hielt Wort und stellte das für den dreijährigen Segeltörn notwendige Geld bereit. Sadun und Oda Boro lagerten Lebensmittel für ein Jahr in ihr Boot ein. Damit waren die Vorbereitungen abgeschlossen.

## Weltumseglung

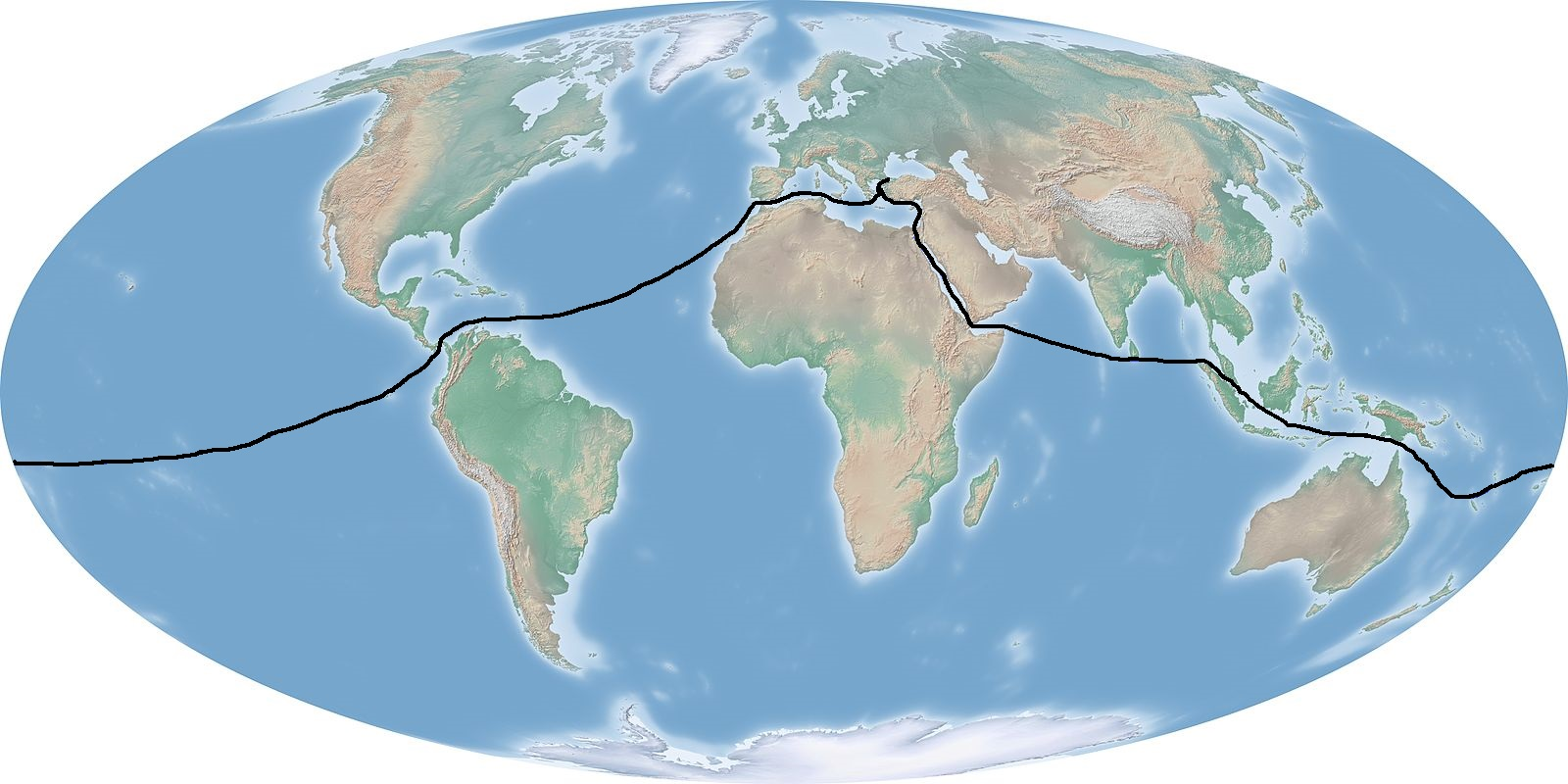
Route der Weltumseglung von 1965–1968

Sadun und Oda Boro starteten ihre Tour am 22. August 1965 bei leichtem Regen am Kai von Caddebostan/Istanbul. Auf dem Weg nach Çanakkale ankerten sie nachts vor Uçmakdere, Hoşköy, Mürefte, Şarköy und Gallipoli. In Çanakkale wurden die letzten Zoll- und Reiseformalitäten erledigt und nach einem Abschiedsessen verließen sie die Türkei. Am 27. August nahmen sie Kurs durch die Ägäis.
Vor Piräus lief die Kismet auf Grund. Beim Versuch, sie wieder flott zu kriegen, trat Sadun Boro in einen Seeigel. Am 1. September durchquerten sie den Kanal von Korinth und erreichten am 18. Oktober die Straße von Gibraltar. Hier verbrachten sie mehrere Tage mit der Mannschaft der Sığacık, eines türkischen Minensuchbootes. Auch der Kapitän der Korvette Demirhisar besuchte in jenen Tagen die Kismet mit seinen Offizieren.
Am 2. November 1965 liefen Sadun und Oda Boro in Tanger aus und begannen mit der Überquerung des Atlantischen Ozeans. Auf dem Weg zu den Kanarischen Inseln bestand das Ehepaar einen zweitägigen heftigen Sturm. Gran Canaria erreichten sie am 14. November. Hier nahmen sie eine junge Katze als Schiffskatze an Bord und tauften sie Miço (türk. Maat). Odas Geburtstag am 7. Dezember feierte das Paar noch in Las Palmas, danach stachen sie Richtung Barbados in See. Am 3. August 1965 erreichten sie die Westindischen Inseln. Die Fahrt ging weiter zu St. Lucia, durch den Panama-Kanal, über die Galapagos-Inseln, Marquesas, den Tuamotu-Archipel nach Tahiti. Dort entlief Miço am 30. August kurzfristig, wurde aber einen Tag später im Kohlenkeller eines Hafenhotels wiedergefunden.
Von Tahiti ging die Reise weiter zu den 100 Seemeilen südlich gelegenen Inseln unter dem Wind. Es folgten die Freundschaftsinseln, Fidschi und die Hebriden. Die Insel Timor erreichte man im dritten Jahr der Reise am 17. Juli 1967, dem Jahrestag des Stapellaufs der Kismet. Von Timor aus stachen sie am 6. August Richtung Bali in See. Ende August kamen sie in Jakarta an. Dort waren sie Gäste des türkischen Botschafters Hikmet Şengenç und seiner Frau. Dieser öffnete ihnen zu Ehren eine Flasche echten türkischen Rakı. Am 8. Oktober lichteten sie Anker und steuerten Singapur an. Ein tagelanger Nebel sorgte anschließend für Gefahr. Noch vor Singapur versuchte Miço einen Vogel zu fangen und fiel über Bord, konnte aber gerettet werden.
15 Seemeilen vor Singapur wurde das Boot geentert. Acht mit automatischen Waffen ausgerüsteten Piraten betraten das Deck. Nachdem sie von der Weltumseglung erfahren und die Zeitungsberichte über die Törn gelesen hatten, änderten sie ihren Plan und zogen unverrichteter Dinge wieder ab.
In Singapur machten Oda und Sadun einen Gesundheitscheck. Bei Oda wurde Krebs diagnostiziert. Umgehend ließ die Hürriyet ein Flugticket schicken und am 21. November flog Oda in die Türkei, um sich dort einer Operation zu unterziehen. Sadun blieb in Singapur. Nach Tagen kam die Nachricht, dass die Operation durch die Ärzte Süleyman Dırvana und Cevat Babuna gelungen und die Prognose gut sei. Am 13. Dezember 1967 nahm Sadun Boro die Vorbereitungen für die Weiterfahrt auf. Den Indischen Ozean überquerte Sadun allein. Aus der Türkei erreichte ihn die Nachricht, dass es Oda gut gehe und sie zu ihm unterwegs sei. Drei Tage wartete Sadun in Madras. Schließlich wurden die Eheleute in Colombo wieder vereint. Gemeinsam setzten sie die Fahrt fort und erreichten am 19. Januar 1968 Dschibuti. Die Kismet durchquerte das Tor der Tränen und fuhr durch das Rote Meer. Der Weg durch den Sueskanal war wegen des Sechstagekrieges versperrt. Anfragen der Hürriyet, die Kismet über Land durch Ägypten zu transportieren, blieben unbeantwortet. Israel indessen erklärte sich bereit, den Transport zu übernehmen. Sadun und Oda Boro segelten nach Eilat. Ein großer Kran hob die Kismet auf einen Lastwagen und brachte sie 380 km über Land nach Haifa ans Mittelmeer.

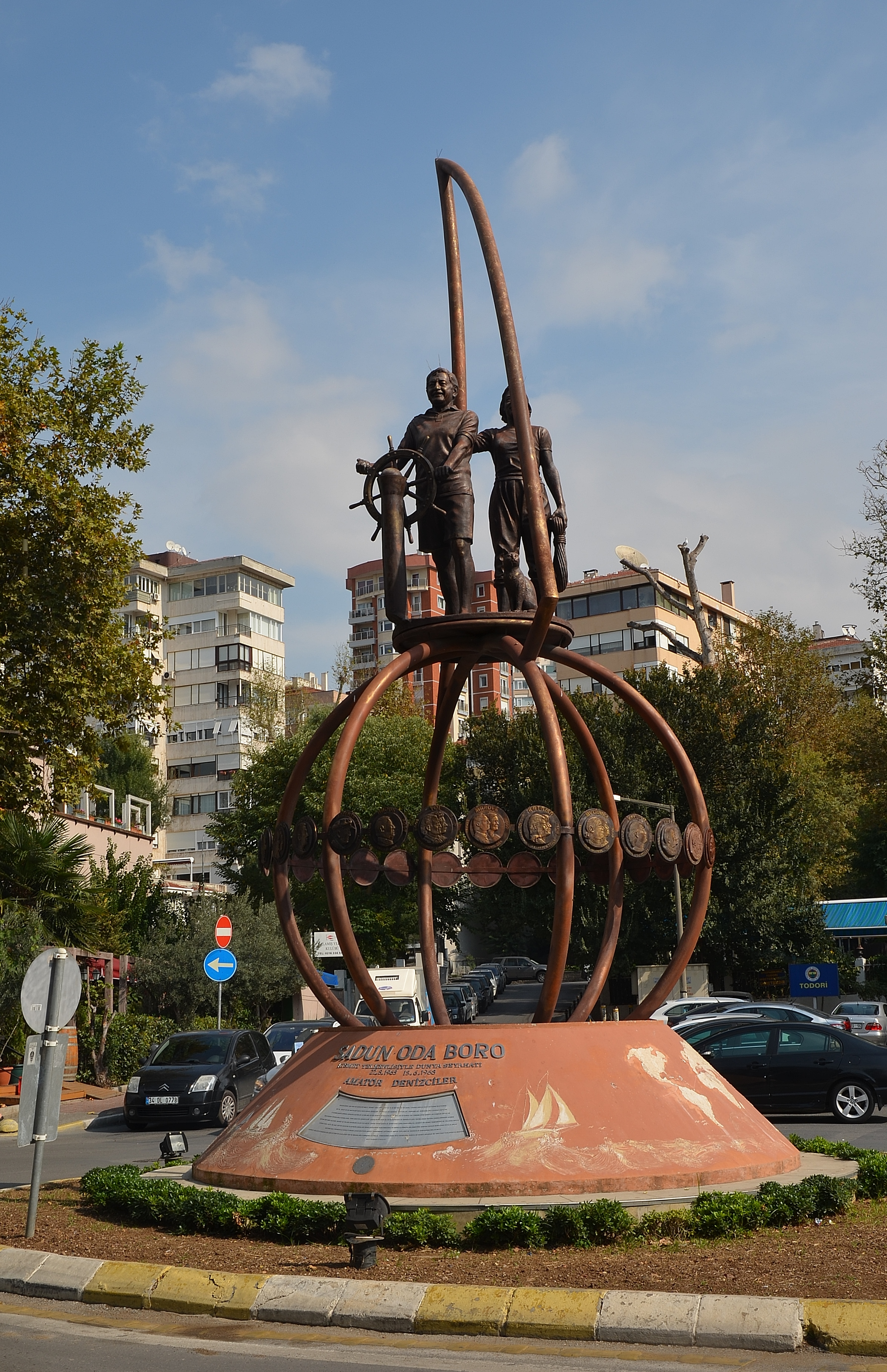
Statue in Kadıköy

Am 13. Mai 1968 lichtete das Paar vor Haifa Anker. Wenige Tage später sahen sie in der Ferne das Taurusgebirge. Zwei türkische Düsenjäger begrüßten sie im Tiefflug, als sie türkische Hoheitsgewässer erreichten. Die Kismet steuerte noch Rhodos und Lesbos an. In Çanakkale bereitete man dem Paar einen großen Empfang. Sie erhielten ein Ehrengeleit der türkischen Marine. Viele Fischerboote schlossen sich an. Am 15. Juni erreichten sie die Gewässer von Yeşilköy. Die Schlagzeile der Hürriyet lautete sinngemäß: „Welch eine Liebe!“ Nach einer kleinen Rundfahrt durch den Bosporus warfen sie vor dem Dolmabahçe-Palast Anker. Eine große Menge erwartete sie. Im Konvoi fuhr man nach Beşiktaş. Dort besuchte man die Türbe des berühmten Seemannes Khair ad-Din Barbarossa. Abends gab es ihnen zu Ehren einen Ball im Çınar-Hotel. Später wurden Sadun und Oda Boro in Ankara von Staatspräsident Cevdet Sunay empfangen. Die türkische Post ließ am 15. Januar 1968 eine Gedenkbriefmarke mit der Kismet drucken.

## Späteres Leben
Das Paar bekam eine Tochter. Als diese acht Jahre alt war, besegelte die Familie von 1977 bis 1979 die Karibik. Die Familie lebte in Bodrum und widmete sich dem Umweltschutz. Im Alter von 87 Jahren starb Sadun Boro am 5. Juni 2015 an Krebs.
Im Jachthafen von Kalamış in Kadıköy erinnert ein Denkmal an Sadun und Oda Boro, Miço und die Kismet.